# Tiffany Bias
Tiffany Christine Bias (Wichita, 22 maggio 1992) è un'ex cestista statunitense con cittadinanza thailandese, professionista nella WNBA.

## Carriera
È stata selezionata dalle Phoenix Mercury al secondo giro del Draft WNBA 2014 con la 17ª chiamata assoluta.